# Gamma Ray
Pour les articles homonymes, voir Rayon gamma.
Gamma Ray est un groupe de power metal allemand, originaire de Hambourg. Il est formé en 1989 par Kai Hansen, ancien guitariste et chanteur de Helloween. Le groupe publie son premier album, Heading for Tomorrow, en 1990, et enregistre ensuite Sigh No More qui sort en 1991. Le troisième album, Insanity and Genius sort lui en 1993. 
Sort en 1995 l'album-concept Land of the Free où Michael Kiske, alors sorti du groupe Helloween, fait une apparition sur le morceau Time to Break Free notamment, ainsi que Hansi Kürsch, la voix de Blind Guardian, sur plusieurs titres (notamment Farewell). Le groupe accueille Henjo Richter à la guitare et Dan Zimmermann à la batterie en son sein. C'est avec cette formation qu'il sortira Somewhere out in Space en 1997, et Power Plant en 1999. Viendra ensuite en 2001 l'album No World Order! qui propose des morceaux plus agressifs et avec un son plus "lourd", inspirés de Judas Priest et des autres idoles des années 1980 de Kai et des autres membres.
L'album intitulé To the Metal est publié en Europe le 29 janvier 2010 au label Edel Records. Au début de 2014, le groupe annonce la sortie de son onzième album, Empire of the Undead en formats CD, CD/DVD digipack, LP et numérique au label earMusic le 28 mars 2014.

## Biographie

### Débuts (1988–1994)
En 1988, Kai Hansen décide de quitter le groupe Helloween, en pleine tension avec son label et d'autres membres du groupe, pour monter sa propre formation, Gamma Ray. Il s'entoure de Ralf Scheepers au chant, Uwe Wessel à la basse et Mathias Burchardt à la batterie. Sur le premier disque du groupe sorti en 1990, Heading for Tomorrow, Dirk Schlächter et Piet Sielck font des apparitions en tant qu'invités.
Le premier album est très proche de la production d'Helloween de l'époque (Keeper of the Seven Keys part I et II), à la fois musicalement et en ce qui concerne la structure : une courte introduction musicale, une ballade au milieu de l'album, et une composition longue pour le clore. Par ailleurs, Kai Hansen échange des private jokes avec ses anciens collègues, sur la présence de papier hygiénique dans les toilettes des hôtels de tournée, dans les crédits de leurs albums (Heading for Tomorrow pour Gamma Ray, Chameleon pour Helloween). Le style se détachera de celui d'Helloween au fil des albums.
Puis Uli Kusch remplace Mathias Burchardt, et Dirk Schlächter devient guitariste officiel du groupe. Ils enregistrent ensuite Sigh No More qui sort en 1991. Ce disque s'éloigne du style d'Helloween ; la couleur de cet album est plutôt sombre, liée au conflit de la guerre du Golfe, qui a certainement beaucoup marqué Kai Hansen au moment de l'élaboration des textes. Le troisième album, Insanity and Genius sort lui en 1993. Uli Kusch et Uwe Wessel quittent le groupe à ce moment et sont remplacés respectivement par Thomas Nack et Jan Rubach.

### DeLand of the FreeàMajestic(1995–2006)

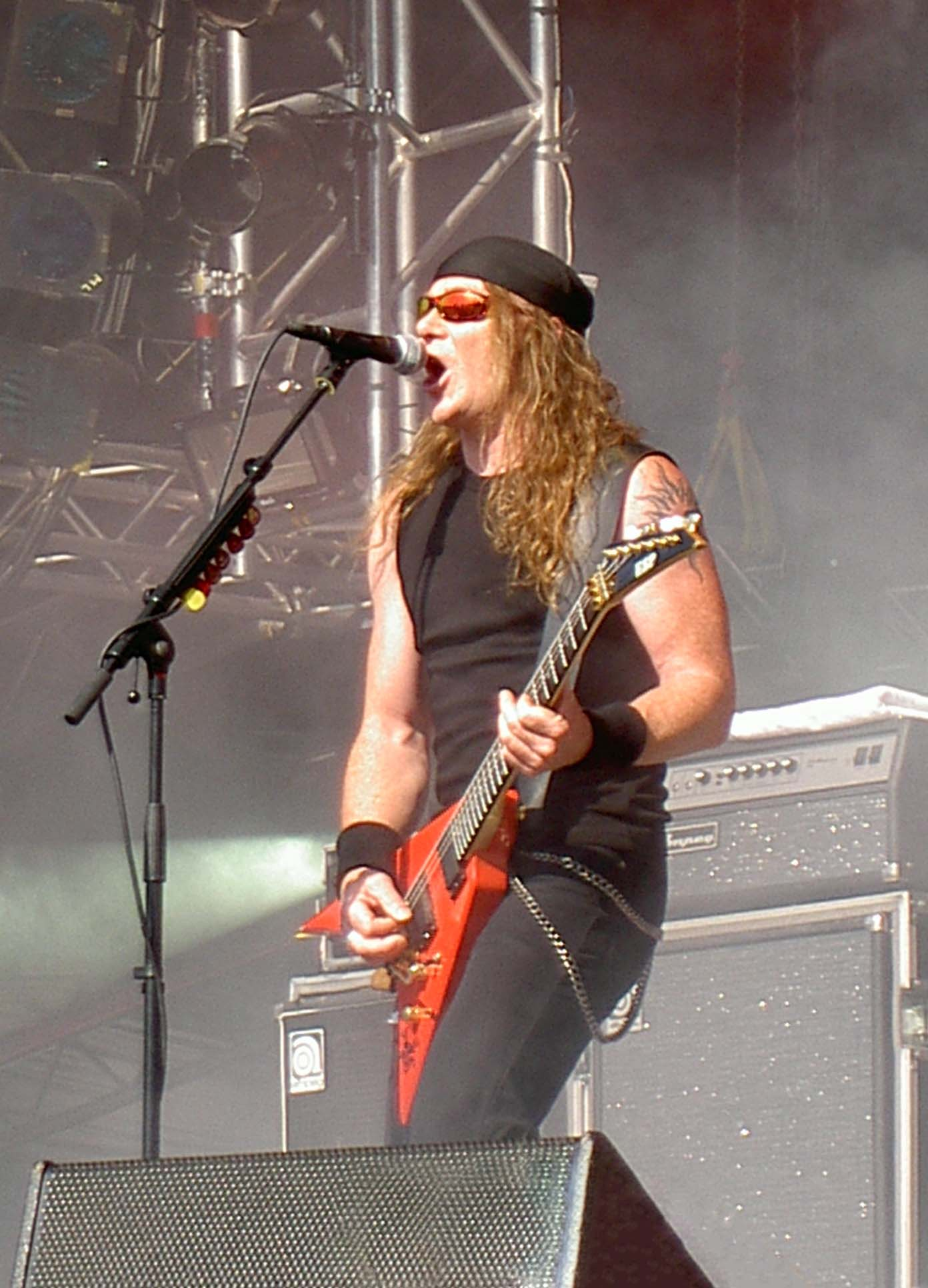
Kai Hansen, sur scène en 2005.

Après les tournées qui s'ensuivent, l'éloignement de Ralph Scheepers en 1994 (résidant à Stuttgart, les autres membres de Gamma Ray étant originaires de Hambourg) et sa candidature pour succéder à Rob Halford au sein de Judas Priest provoquent, en concertation collégiale, le départ du vocaliste, qui fera plus tard les beaux jours de sa création, Primal Fear. Il est remplacé par Kai Hansen lui-même, qui reprend le micro comme au temps de l'album Walls of Jericho d'Helloween. Sort ainsi en 1995 l'album-concept Land of the Free où Michael Kiske, alors viré d'Helloween, fait une apparition sur le morceau Time to Break Free notamment, ainsi que Hansi Kürsch, la voix de Blind Guardian, sur plusieurs titres (notamment Farewell). S'ensuit une tournée dont le témoignage est Alive '95, sorti en 1996, où le groupe revisite des classiques de Kai Hansen de l'époque Helloween (comme Future World et Ride the Sky) dans des versions survitaminées. Jan Rubach et Thomas Nack quitteront le groupe à l'issue de cette tournée et Dirk Schlächter retournera à la basse, son premier instrument. Le groupe accueille alors Henjo Richter à la guitare et Dan Zimmermann (futur Freedom Call) à la batterie en son sein. C'est avec cette formation que le groupe sortira Somewhere out in Space en 1997 et Power Plant en 1999.
À partir de Somewhere out in Space, le style graphique des couvertures commence à s'unifier. On retrouve Fangface, la mascotte des premiers albums d'Helloween (dessinée par Uwe Karczewski), avec une thématique récurrente de science-fiction mêlée de mysticisme égyptien (pyramides) et Illuminati, que l'on retrouve dans les paroles.
Le groupe sort en 2000 le double-album Blast from the Past, composé pour moitié d'un best of des albums Land of the Free, Somewhere out in Space et Powerplant remasterisés pour l'occasion et pour autre moitié d'un florilège original où le groupe ré-enregistre des morceaux plus anciens afin de réactualiser leur production (les morceaux de Land of the Free passent également cette cure de jouvence) et de permettre à Kai d'assurer le chant. Viendra ensuite en 2001 l'album No World Order! qui propose des morceaux plus agressifs et avec un son plus « lourd », inspirés de Judas Priest et des autres idoles des années 1980 de Kai et des autres membres. No World Order! est le seul album studio de Gamma Ray qui n'ait pas été édité en vinyle. Le groupe décide ensuite d'assurer une tournée particulière, en interprétant des morceaux moins joués en concert. Deux concerts de la tournée seront enregistrés et donneront le double-album Skeletons in the Closet sorti en 2003.
Gamma Ray doit ensuite faire face à divers problèmes personnels (divorces) et surtout à la vente des locaux abritant les Hansen studios à Hambourg. Tous ces soucis logistiques amènent notamment le groupe à mixer son prochain album aux studios Finnvox d'Helsinki, connu pour son travail pour Stratovarius, Sonata Arctica et Children of Bodom. Majestic qui marque les 15 ans du groupe, sort fin 2005 et montre un Gamma Ray en rogne et plus dark qu'il ne l'a jamais été (à part peut-être sur Sigh No More), en témoigne l'ouverture fulgurante de My Temple, et où Dan Zimmermann se taille la part du lion au niveau composition. Fight, signé Henjo Richter est bien le seul morceau « happy » de cet album qui montre toutefois un visage intéressant (Condemned to Hell, Blood Religion) et comme No World Order! des références aux influences du groupe (Judas Priest surtout).

### Land of the Free II(2007–2013)

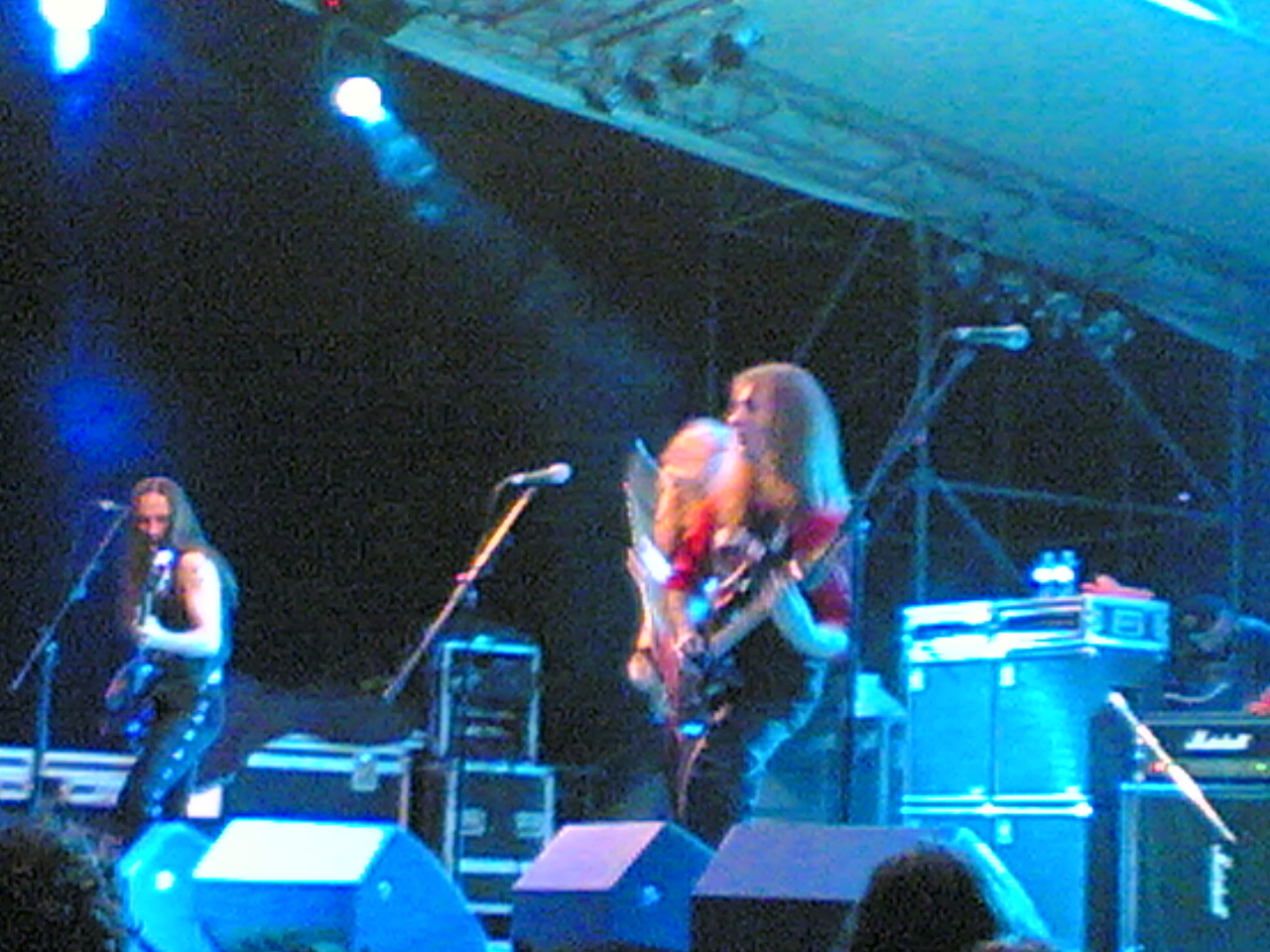
Gamma Ray au Agglutination Metal Festival en 2007.

La sortie d'un DVD intitulé Hell Yeah! The Awesome Foursome (and the Finnish Keyboarder Who Didn't Want to Wear His Donald Duck Costume) est annoncée pour 2007 mais se voit reporté à l'automne 2008, quelques mois après la sortie de Land of the Free II qui voit Kai Hansen signer ou cosigner la plupart des titres. Peu après la sortie de cet album, une tournée mondiale avec Helloween, le Hellish Rock 2007/2008, débute en fin d'année 2007. Elle commence en Europe avant de passer par l'Asie du Sud-Est, l'Australie puis l'Amérique du Sud. Elle prend fin en Amérique du Nord durant la deuxième moitié de 2008. Grand succès, cette tournée permet de revoir Kai Hansen reprendre avec son ancien groupe, certains titres cultes de la glorieuse époque d'Helloween lors de la réunion des deux groupes à la fin de chaque concert,.
L'album intitulé To the Metal est publié en Europe le 29 janvier 2010 au label Edel Records. Il est édité en quatre éditions différentes : une édition simple, une édition incluant un DVD bonus, une édition collector limitée à 3 000 exemplaires au monde incluant un 45 tours (avec en face A Wannabees et en face B One Life, deux inédits) et signée par les membres du groupe, et une édition vinyle gatefold limitée à 1 000 exemplaires au monde. Pour promouvoir cet album, le groupe fera une tournée commune avec Freedom Call. Une vidéo du single-titre est également tournée et publiée au début de janvier 2010.
Le 8 avril 2011, un EP intitulé Skeletons and Majesties est publié. Il contient deux morceaux dits Skeletons, qui sont Hold Your Ground et Brothers, puis deux autres morceaux dits Majesties, qui sont une version acoustique de Rebellion in Dreamland et Send Me a Sign. Une mini-tournée a lieu, afin de réitérer l'expérience de la tournée Skeletons in the Closet. Un DVD y est enregistré. Le 2 juin 2012, le groupe participe au festival Nancy on the Rocks au côté de leur compatriote de Scorpions pour une de leurs dernières dates en France.

### Empire of the Undead(depuis 2014)
Au début de 2014, le groupe annonce la sortie de onzième album, Empire of the Undead en formats CD, CD/DVD digipack, LP et numérique au label earMusic le 28 mars 2014.
Le 31 octobre 2015, le groupe annonce sur sa page officielle l'arrivée d'un nouveau chanteur, Frank Beck,. Il semble que Kai Hansen ait à présent du mal à assurer les tours de chant complets : le nouveau venu doit permettre à Kai de reposer sa voix, mais également de libérer son jeu de scène et se concentrer sur la partie guitare, « ce qu'il aime beaucoup ». « Ce gars peut non seulement chanter, mais également faire la fête, ce qui est très important »[réf. nécessaire]. Sur la tournée Best of the Best, Kai et Frank alternent couplets et chansons, et chantent en duo sur certains titres. En novembre 2015, Scheepers revient sur scène avec le groupe pour la première fois depuis son départ en 1994.

## Membres

### Membres actuels
- Kai Hansen - guitare, chant
- Dirk Schlächter - guitare, basse
- Henjo Richter - guitare
- Michael Ehré - batterie
- Frank Beck - chant

### Anciens membres
- Ralf Scheepers - chant
- Thomas Nack - batterie
- Uli Kusch - batterie
- Jan Rubach - guitare basse
- Mathias Burchadt - batterie
- Uwe Wessel - guitare basse
- Dan Zimmermann - batterie

## Discographie

### Albums studio
- 1990 : Heading for Tomorrow
- 1991 : Sigh No More
- 1993 : Insanity and Genius
- 1995 : Land of the Free
- 1997 : Somewhere out in Space
- 1999 : Power Plant
- 2001 : No World Order!
- 2005 : Majestic
- 2007 : Land of the Free II
- 2010 : To the Metal
- 2014 : Empire of the Undead
- 2015 : Heading For Tomorrow (Anniversary Edition)

### Albums live
- 1994 : Power of Metal : il s'agit d'un double CD édité par le label Noise, le premier étant un enregistrement d'un concert de Gamma Ray, le second d'un concert du groupe Rage ; chaque CD contient en outre deux morceaux en concert des groupes Helicon et Conception)
- 1996 Alive '95 (double-album)
- 2003 : Skeletons in the Closet (double-album)
- 2008 : Hell Yeah!!! The Awesome Foursome (and the Finnish Keyboarder Who Didn’t Want to Wear His Donald Duck Costume) – Live In Montreal
- 2021 : 30 Years - Live Anniversary

### Compilations
- 2000 : Blast from the Past (double-album florilège, originaux et réinterprétations de morceaux du groupe)
- The Best (of)

### EP
- 1990 : Heaven Can Wait (mini-album contenant une version réenregistrée de la chanson Heaven Can Wait du premier album, ainsi que quatre morceaux inédits (Who Do You Think You Are?, Sail On, Mr. Outlaw, Lonesome Stranger)
- 2011 : Skeletons and Majesties
- 2013 : Master of Confusion

### Singles
- Heaven Can Wait (1989)
- Who Do You Think You Are (1990)
- One With the World (1991)
- Future Madhouse (1993)
- Rebellion in Dreamland (1995)
- Silent Miracles (1996)
- Valley of the Kings (1997)
- Beyond the Blackhole (1997)
- It's a Sin (1999)
- Heaven or Hell (2001)